# Max Borges del Junco
Maximino de la Luz Borges y del Junco (Jaruco, 29 de mayo de 1890-condado de Arlington, 9 de junio de 1963) fue un ingeniero y arquitecto cubano que llegó a ser secretario de Obras Públicas.

## Biografía
Se graduó primeramente como ingeniero en 1916, y como arquitecto en 1917. Constituyó la empresa "Construcciones Max Borges" que más tarde pasaría a denominarse "Max Borges e Hijos". Se casó con Enriqueta Recio y Heyman con quien tuvo tres hijos: Alberto, Enrique  y Max Borges y Recio, siendo el primero cirujano plástico y los otros dos arquitectos, uniéndose a su padre en su empresa. Se casaría posteriormente con Josefina Seiglie, con quien tuvo dos hijas, Ana María y Josefina. Ocupó el cargo de secretario de Obras Públicas entre 1936-1940, durante la presidencia de Federico Laredo Brú.
Sus restos fúnebres reposan en el cementerio "Columbia Gardens Cemetery" en Arlington junto con los de su hijo Alberto.